# Letov LB-79
De Letov LB-79 is een Tsjechoslowaakse lichte bommenwerper gebouwd door Letov. De LB-79 is opgebouwd uit onderdelen van Duitse Heinkel He 219A-5 Uhu’s (Uhu is Duits voor Oehoe) die waren blijven liggen na de Tweede Wereldoorlog in 1951. Er zijn twee stuks gebouwd. Één van deze LB-79’s is in gebruik geweest als testvliegtuig voor straalmotoren.